# Горована білоголова
Горована білоголова (Hypsipetes thompsoni) — вид горобцеподібних птахів родини бюльбюлевих (Pycnonotidae). Мешкає в М'янмі і Таїланді.

## Поширення і екологія
Білоголові горовани мешкають в М'янмі і на північному заході Таїланду. Вони живуть в гірських і рівнинних тропічних лісах, чагарникових заростях і садах.